# رودلف فيشر
رودلف فيشر (بالألمانية: Rudolf Fischer)‏ هو كاتب ألماني، ولد في 6 مارس 1901 في درسدن في ألمانيا، وتوفي بنفس المكان في 4 يونيو 1957.